# Бодјан
Бодјан (фр. Bauduen) је насељено место у Француској у региону Прованса-Алпи-Азурна обала, у департману Вар.
По подацима из 2011. године у општини је живело 327 становника, а густина насељености је износила 6,89 становника/km².

## Демографија
| 1962. | 1968. | 1975. | 1982. | 1990. | 2011. |
| ----- | ----- | ----- | ----- | ----- | ----- |
| 168   | 131   | 149   | 184   | 40    | 327   |